# Baltia (Marte)
Baltia  è una caratteristica di albedo della superficie di Marte.